# Hans von Schachtmeyer (General der Infanterie)
Hans Ferdinand Rudolf von Schachtmeyer (* 6. November 1816 in Berlin; † 8. November 1897 in Celle) war ein preußischer General der Infanterie.

## Leben

### Herkunft
Er war der Sohn des gleichnamigen preußischen Generalmajors Hans von Schachtmeyer (1782–1847) und dessen Ehefrau Amalie, geborene von Orlich († 31. März 1835). Seine Brüder Ernst (1825–1846) und Wilhelm (1830–1851) schlugen ebenfalls eine Militärkarriere in der Preußischen Armee ein.

### Militärkarriere
Schachtmeyer besuchte das Kadettenkorps und trat am 5. August 1833 als Sekondeleutnant in das 2. Garde-Regiment zu Fuß der Preußischen Armee ein. Später absolvierte er die Allgemeine Kriegsschule in Berlin. Wegen seiner hohen technischen Befähigung wurde er von 1841 bis 1846 zur Erprobung des neuen Zündnadelgewehres in die Gewehrfabrik Sömmerda abkommandiert. Am 14. März 1848 zum Premierleutnant befördert, nahm Schachtmeyer im gleichen Monat an der Niederschlagung der Straßenkämpfe in Berlin teil. Im Anschluss daran wurde er zur Dienstleistung bei der Artillerieabteilung des Allgemeinen Kriegsdepartements in das Kriegsministerium kommandiert. Er kehrte 1850 in den Truppendienst zurück und wurde am 11. Mai 1852 mit der Beförderung zum Hauptmann als Kompaniechef in das 1. Garde-Regiment zu Fuß versetzt. Am 30. Juni 1855 à la suite gestellt, wurde Schachtmeyer Vorsitzender der Gewehr-Prüfungs-Kommission in Spandau. In dieser Position war er gleichzeitig Berater und technischer Vertrauter des Prinzen Wilhelm von Preußen. Unter Belassung in diesem Kommando am 8. Mai 1856 als Major in das 2. Infanterie-Regiment versetzt, war er vom 14. Juni 1859 bis 30. Januar 1860 Bataillonskommandeur im 1. Garde-Regiment zu Fuß und anschließend bis 17. Oktober 1861 Kommandeur des Lehrbataillons. Dann erhielt Schachtmeyer als Oberst das Kommando über das in Trier stationierte Füsilier-Regiment Nr. 40.
Bei Ausbruch des Deutschen Krieges wurde Schachtmeyer am 15. Juni 1866 zum Generalmajor befördert und übernahm im Verband der Detachements „von Beyer“ die Führung der 32. Infanterie-Brigade, an deren Spitze er den Mainfeldzug mitmachte. Schon am 10. Juli 1866 wurde er während des Gefechts von Hammelburg durch einen Schuss in die rechte Hand kampfunfähig und begab sich ins Lazarett. Er wurde daraufhin nach dem Prager Frieden am 15. September zunächst zu den Offizieren von der Armee überführt und am 30. Oktober 1866 zum Kommandeur der neu aufgestellten 41. Infanterie-Brigade in Frankfurt am Main ernannt.
Zu Beginn des Deutsch-Französischen Krieges wurde er am 26. Juli 1870 zum Generalleutnant ernannt und erhielt das Kommando über die 21. Division innerhalb der 3. Armee. Schon am 4. August konnte die ihm unterstellte 41. Infanterie-Brigade erfolgreich in die Schlacht bei Weißenburg eingreifen, während sich andere Teile der Division am 6. August an der Schlacht bei Wörth beteiligten. Nachdem General Hermann von Gersdorff zu Beginn der Schlacht von Sedan tödlich verwundet worden war, übernahm Schachtmeyer am 13. September 1870 vertretungsweise die Führung des XI. Armee-Korps. Er führte dieses Korps an den Einschließungsring vor Paris, wo ihm bei Versailles aber bald die 22. Division unter General Wittich für andere Zwecke entwendet wurde.
Für seine Leistungen während des Krieges erhielt er neben beiden Klassen des Eisernen Kreuzes auch den Orden Pour le Mérite.
Nach seiner Rückkehr in die Heimat tauschte er am 23. Mai 1871 das Kommando der 21. mit der 8. Division, die in Erfurt in Garnison lag. Am 25. Mai 1875 wurde er zum Gouverneur von Straßburg ernannt. Am 22. März 1876 stieg er zum General der Infanterie auf und wurde am 26. Januar 1878 zu den Offizieren à la suite der Armee versetzt. Man kommandierte ihn daraufhin unter Ernennung zum Kommandierenden General des XIII. Armee-Korps nach Württemberg. Aus Anlass des Kaisermanöver wurde Schachtmeyer am 23. September 1885 durch Kaiser Wilhelm I. zum Chef des Pommerschen Füsilier-Regiments Nr. 34 ernannt. Unter Entbindung von seinem Kommando in Württemberg wurde Schachtmeyer auf sein Abschiedsgesuch hin unter Belassung als Regimentschef am 15. Mai 1886 mit Pension zur Disposition gestellt.
Er lebte danach bei seiner verwitweten Schwester in Celle und wurde nach seinem Tod in Gotha eingeäschert.

### Auszeichnungen
Für seine langjährigen Verdienste in Krieg und Frieden hatte Schachtmeyer u. a. folgende höchste Orden erhalten:
- Schwarzer Adlerorden mit Kette
- Großkreuz des Roten Adlerordens mit Eichenlaub und Schwertern und mit Schwertern am Ringe
- Großkomtur des Königlichen Hausordens von Hohenzollern
- Großkreuz des Bayerischen Militärverdienstordens
- Großkreuz des Ordens vom Weißen Falken mit Schwertern
- Großkreuz des Herzoglich Sachsen-Ernestinischen Hausordens mit Schwertern
- Großkreuz des Württembergischen Militärverdienstordens
- Großkreuz des Ordens der Württembergischen Krone